# Eli’ad Kohen
Eli’ad Kohen, Eliad Cohen (hebr. אליעד כהן; ur. 11 maja 1988 w Akce) – izraelski aktor, producent filmowy, model, przedsiębiorca branży turystycznej
Założyciel Gay-ville, organizacji turystycznej z siedzibą w Tel Awiwie, nastawionej na obsługę mężczyzn o orientacji homoseksualnej. Jego międzynarodowa popularność datuje się od chwili pojawienia się jego zdjęcia na okładce międzynarodowego katalogu turystycznego Spartacus International Gay Guide w edycji na rok 2011–2012, wydawanego w 5 językach.

## Życiorys i kariera zawodowa
Po ukończeniu szkoły średniej, a następnie odbyciu trzyletniej służby wojskowej w jednostkach specjalnych armii izraelskiej, po przeniesieniu się do Tel Awiwu, pracował krótko w różnych barach jako barman i kelner. Tam zauważony przez pracownika jednej z agencji reklamowej, został zwerbowany do pracy modela. Uczestniczył w organizowaniu koncertów zespołu kabaretowo-komediowego Arisa oraz izraelskiej rewii gejowskiej PAPA. Ta działalność przyniosła mu największą popularność. Uczestniczył w promocji oprawy artystycznej z okazji parady środowisk LGBT Tel Aviv Gay Pride oraz imprez turystycznych na terenie Izraela. Z tą chwilą zdobył rozpoznawaną na całym świecie markę Gay-ville, zarejestrowaną w międzynarodowej organizacji turystycznej IGLTJA dla środowisk LGBT.
Koncerty zespołu kabaretowo-komediowego Arisa z jego udziałem były prezentowane na terenie obu Ameryk i w krajach Europy Zachodniej. Koncerty te charakteryzują się wykorzystywaniem klasycznej muzyki izraelskiej oraz arabskiej do parodiowania jej. Filmy wideo z parodią muzyki izraelskiej i arabskiej w wykonaniu zespołu Arisa, prezentowane m.in. na YouTube, uznawane za kontrowersyjne, spotykały się z krytyką religijnych i konserwatywnych środowisk żydowskich i muzułmańskich. Pierwszy koncert zagraniczny zespołu Arisa z udziałem Kohena odbył się w listopadzie 2011 r. w São Paulo (Brazylia).
Jego popularność jako artysty była dużym wsparciem w rozwoju jego firmy Gay-ville, oferującej własne ośrodki turystyczne na terenie Izraela. Rewia Kohena, PAPA, która zapoczątkowała działalność w 2012 z okazji Tel Aviv Gay Pride była m.in. zaprezentowana w obu Amerykach i Europie podczas tamtejszych parad LGBT. Kohen ze swoją rewią wystąpił 23 listopada 2013 również w Warszawie, w klubie „Minus Music Club”.
W listopadzie 2012 hiszpański magazyn OhMyGod opublikował serię zdjęć Kohena wykonanych przez fotografa Juana Pablo Santamarię. Na okładce tego wydania opublikowano zdjęcie Kohena w cierniowej koronie z podpisem: Eliad Cohen – nowy gejowski Mesjasz z Izraela (hiszp.: Eliad Cohen: El nuevo mesías gay de Israel). Publikacja ta wywołała protesty miejscowej społeczności hiszpańskich katolików.
W Polsce zaprezentowano długometrażowy film paradokumentalny z jego udziałem, w reżyserii Michaela Lucasa, pt.: Rozbierając Izrael. Geje W Ziemi Obiecanej (tytuł ang.: Undressing Israel. Gay men in the Promised Land). Pierwsza projekcja odbyła się podczas LGBT Film Festival w Gdańsku, 25 kwietnia 2013.